# ستيفاني دي جرودو
ستيفاني دي جرودو (بالفرنسية: Stéphane De Groodt)‏ (و. 1966  م) هو سائق سيارة سباق، وممثل مسرحي، وممثل أفلام، وسائق سباق، ومخرج أفلام، وكاتب سيناريو، وممثل تلفزي بلجيكي، ولد في بروكسل، بدأ مشواره المهني سنة 1997.

## جوائز
حصل على جوائز منها:

نيشان الفنون والآداب من رتبة فارس

## وصلات خارجية
- ستيفاني دي جرودو على موقع IMDb (الإنجليزية)
- ستيفاني دي جرودو على موقع ألو سيني (الفرنسية)
- ستيفاني دي جرودو على موقع ميوزك برينز (الإنجليزية)
- ستيفاني دي جرودو على موقع أول موفي (الإنجليزية)
- ستيفاني دي جرودو على موقع ديسكوغز (الإنجليزية)
- ستيفاني دي جرودو على موقع قاعدة بيانات الفيلم (الإنجليزية)
- ستيفاني دي جرودو على موقع كينوبويسك (الروسية)